# Royal Flush
Royal Flush è un album di Donald Byrd, pubblicato dalla Blue Note Records nel 1962. Il disco fu registrato il 21 settembre 1961 al Van Gelder Studio di Englewood Cliffs, New Jersey (Stati Uniti).

## Tracce
Brani composti da Donakd Byrd, tranne dove indicato
Lato A
1. Hush – 6:26
2. I'm a Fool to Want You – 6:17 (Joel Herron, Jack Wolf, Frank Sinatra)
3. Jorgie's – 8:08

Lato B
1. Shangri-La – 6:38
2. 6 M's – 6:32
3. Requiem – 7:07 (Herbie Hancock)

## Musicisti
- Donald Byrd - tromba
- Pepper Adams - sassofono baritono
- Herbie Hancock - pianoforte
- Butch Warren - contrabbasso
- Billy Higgins - batteria[5]